# Kameha Grand Bonn

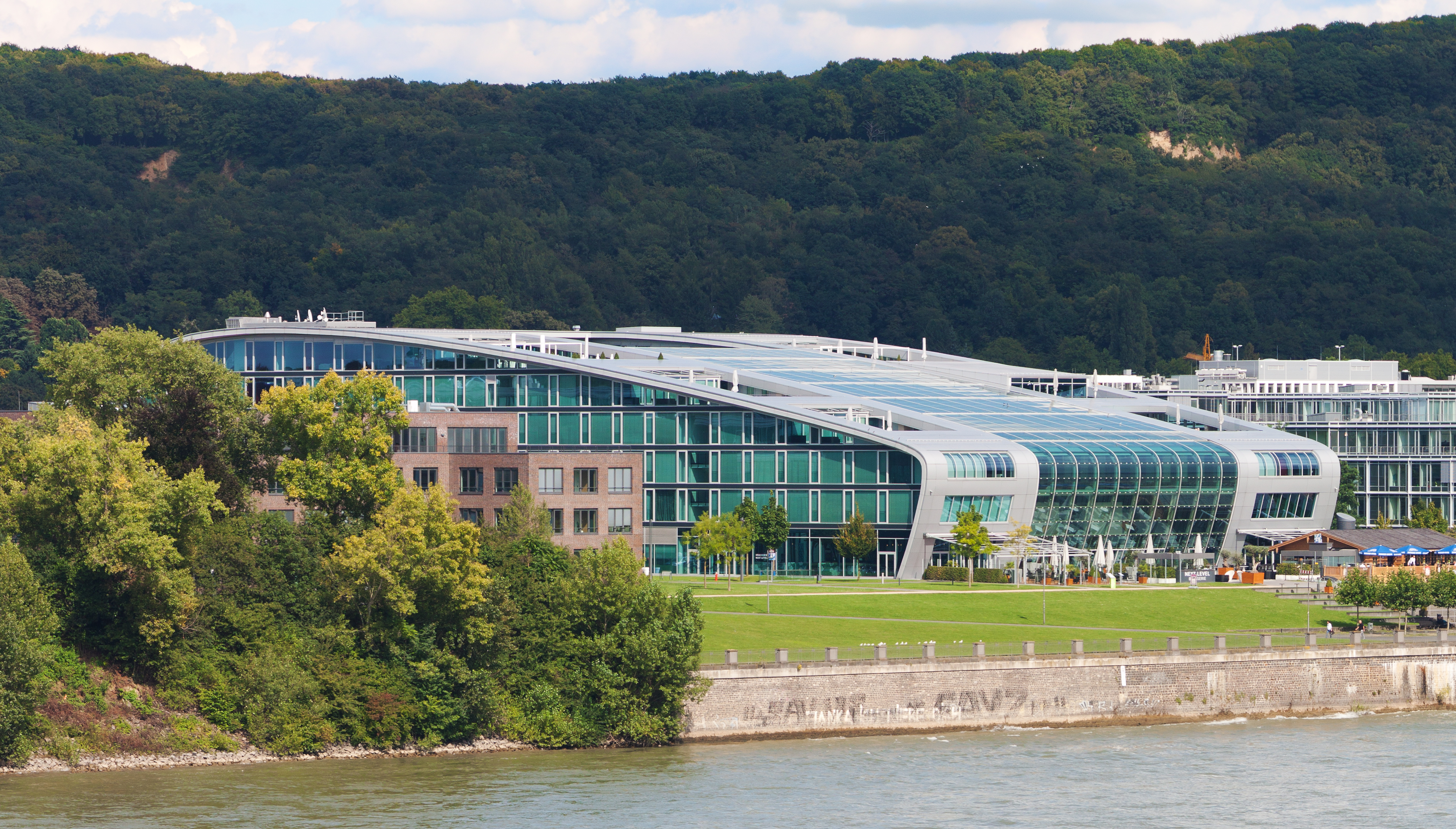
Kameha Grand Bonn

Das Kameha Grand Bonn ist ein Hotel im rechtsrheinischen Bonner Ortsteil Ramersdorf, das am 15. November 2009 eröffnete. Das am Rhein gelegene Hotel befindet sich auf dem Gelände einer ehemaligen Zementfabrik, das seit 2003 im Rahmen des Städtebauprojekts Bonner Bogen umfassend umgestaltet wird. Der Name Kameha stammt aus der hawaiischen Sprache und bedeutet „der Einzigartige“.

## Gebäude
Wie die übrigen Gebäude auf der Uferseite des Bonner Bogens entstand auch das Kameha Grand Bonn nach den Plänen des Bonner Architekturbüros von Karl-Heinz Schommer, der dem Bau seine charakteristische elliptische Form gab. Bauherr des Hotels war die BonnVisio-Gruppe, unter deren Leitung der Bonner Bogen umgestaltet wurde. Der Baubeginn für das bis zu fünf Etagen hohe Hotel erfolgte Mitte 2007, im September 2008 war das Gebäude richtfertig und am 15. November 2009 wurde es eröffnet.
Der Bau mit über 192 Zimmern, 62 Suiten und Platz für bis zu 2500 Veranstaltungsgäste verfügt über eine Gesamtinnenfläche von 18.650 m² sowie eine Gesamtaußenfläche von 1.635 m². Von der 31.100 m² großen Bruttogeschossfläche ist mehr als ein Drittel unterirdisch (11.265 m²). Mit der Innengestaltung wurde der niederländische Designer Marcel Wanders beauftragt.
Das gesamte Investitionsvolumen belief sich auf rund 100 Millionen Euro. Bis zur Eröffnung wurden unter anderem 4.000 Tonnen Stahl, 500 Kilometer Elektrokabel und 27.500 m³ Beton verbaut. Siebzig Prozent des Kälte- und Wärmebedarfs deckt das Kameha Grand Bonn durch ein geothermales Kraftwerk im Keller des Hotels, das an eine der größten Geothermie-Anlagen Europas angeschlossen ist. Gegenüber einer konventionellen Energieversorgung können so jährlich rund 1.700 MWh Primärenergieaufwand sowie 400 Tonnen CO2 eingespart werden.
2010 wurde die Immobilie mit dem international MIPIM-Award in Cannes ausgezeichnet.
Seit September 2013 wird auf der rheinseitigen Hotelterrasse eine gastronomisch genutzte Blockhütte in Nachahmung alpiner Skihütten betrieben.
Die Leitung des Hauses als Geschäftsführer unterliegt Jörg Haas.

## Inneneinrichtung
Insgesamt verfügt das Hotel über 218 Zimmer, 36 Suiten, eine Bar (Stage Bar & Lounge), Restaurant Ludwig’s, Restaurant Yunico (Japanese Fine Dining), Rheinalm, mehrere Lounges, eine große Außenterrasse sowie einen Spa-Bereich mit Außenpool. Die acht Veranstaltungs- und Konferenzräume bieten Platz für bis zu 2500 Menschen. Das an neobarocke Formen angelehnte Innendesign stammt von dem niederländischen Designer Marcel Wanders.

## Auszeichnungen
2010 erhielt das Kameha Grand Bonn den MIPIM Award in der Kategorie Hotels and tourism resorts und den International Property Award. Der Bau selber erhielt 2010 den Preis des Deutschen Stahlbaus. In der Ausgabe 2011 des Hotelführers ARAL Schlummeratlas erhielt das Haus die Auszeichnung zum „Hotel des Jahres“. Im November 2011 wurde das Kameha Grand von den Lesern des Diners Club Magazins weltweit zum Hotel des Jahres gewählt. 2012 wurde das Hotel von TripAdvisor als bestes Trendhotel Deutschlands ausgezeichnet. Das Hotel hat keine Sterne. Eine Kategorisierung nach DEHOGA liegt im Moment nicht vor.

## Kritik
Früh kamen Zweifel über die Wirtschaftlichkeit des Hotels auf. Es sollen Kosten von knapp 400.000 Euro pro Zimmer entstanden sein. Dies sei schwer zu erwirtschaften, und in den ersten Jahren hat es das Hotel auch nicht geschafft und es kam zu Millionenverlusten. Zudem gäbe es eine hohe Fluktuation bei Mitarbeitern und Führungskräften.
2017 geriet das Hotel in die Kritik mit der Aussage vom „5-Sterne-Gefühl“ Sternefälschung zu betreiben und erhielt die Aufforderung von der Wettbewerbszentrale, diese Sternewerbung zu unterlassen. Das Hotel wies die Kritik zurück, weil sie sich nie als 5-Sterne-Hotel bezeichnet hätten.